# Camenca
Camenca (în rusă Каменка, transliterat: Kamenka, în ucraineană Кам'янка, transliterat: Kam'ianka, în poloneză Kamionka), este un oraș din Unitățile Administrativ-Teritoriale din Stînga Nistrului, Republica Moldova. Camenca are c. 9 mii de locuitori și este cea mai veche stațiune balneologică din țară.

## Geografie
Orașul e situat la 48°1′N 28°43′E, în partea stângă a Nistrului, în zona controlată de regimul separatist de la Tiraspol. Este centru administrativ al așa-numitului „raion Camenca” creat de autoritățile separatiste transnistrene. 

## Istorie
Localitatea a fost fondată în 1608. În secolul al XVII-lea s-a aflat în voievodatul Bracław din Uniunea statală polono-lituaniană și în proprietatea unui magnat polonez din familia Koniecpolski. În 1672, conform tratatului de pace de la Buczacz, împreună cu Podolia, a intrat în stăpânirea Imperiului Otoman, iar după tratatul de la Karlowitz din 1699 a revenit Poloniei. În acea perioadă, aparținea magistrului Jan Aleksander Koniecpolski. În timpul celei de-a doua împărțiri a Poloniei, a fost ocupat de Imperiul Rus. În componența Rusiei, satul a fost inclus în ținutul Olgopol din gubernia Podolia. În 1803 a fost construit un palat în sat.
Din 1924 până în 1940, a făcut parte din RASS Moldovenească, iar apoi până în 1991, a făcut din RSS Moldovenească, cu excepția 1941-1944, când a făcut parte din Transnistria română. Odată cu destrămarea URSS și războiul din 1992 a trecut sub control separatist.
În 2008, în localitate a fost înființată parohia romano-catolică a Sfintei Fecioare Maria a Ajutorului Etern. De asemenea găzduiește și parohia ortodoxă a Adormirii Maicii Domnului. 

## Demografie
Conform recensământului sovietic din anul 1939, populația localității era de 7.371 locuitori, dintre care 3.866 (52.45%) moldoveni (români), 1.892 (25.67%) ucraineni, 1.283 (17.41%) evrei și 261 (3.54%) ruși.
Conform recensământului din anul 2004, populația localității era de 10.323 locuitori, dintre care 5.288 (51.22%) moldoveni (români), 3.476 (33.67%) ucraineni si 1.880 (18.21%) ruși.

## Personalități

### Născuți în Camenca
- Nicolae Coval (1904–1970), președinte al Sovietului Comisarilor Poporului din RSS Moldovenească (1945–1946) și prim-secretar al Partidului Comunist din RSSM (1946–50)
- Ivan Coval (1920–1980), militar sovietic, participant al celui de-Al Doilea Război Mondial și Erou al Uniunii Sovietice
- Dmitri Crețul (n. 1933–2008), constructor sovietic și moldovean, Erou al Muncii Socialiste

### Au locuit în Camenca
- Nicolae Țurcanu (1918–1985), poet și pedagog, fost deținut politic

## Galerie de imagini

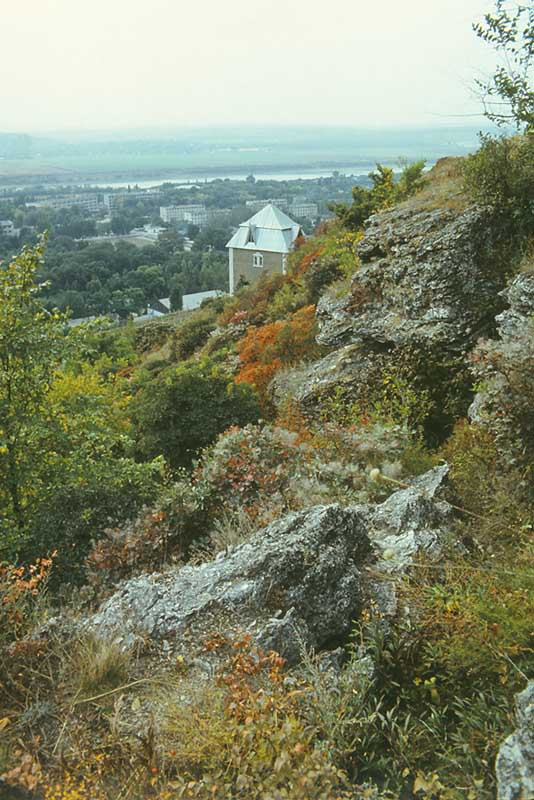
Împrejurimile Camencei (1980).
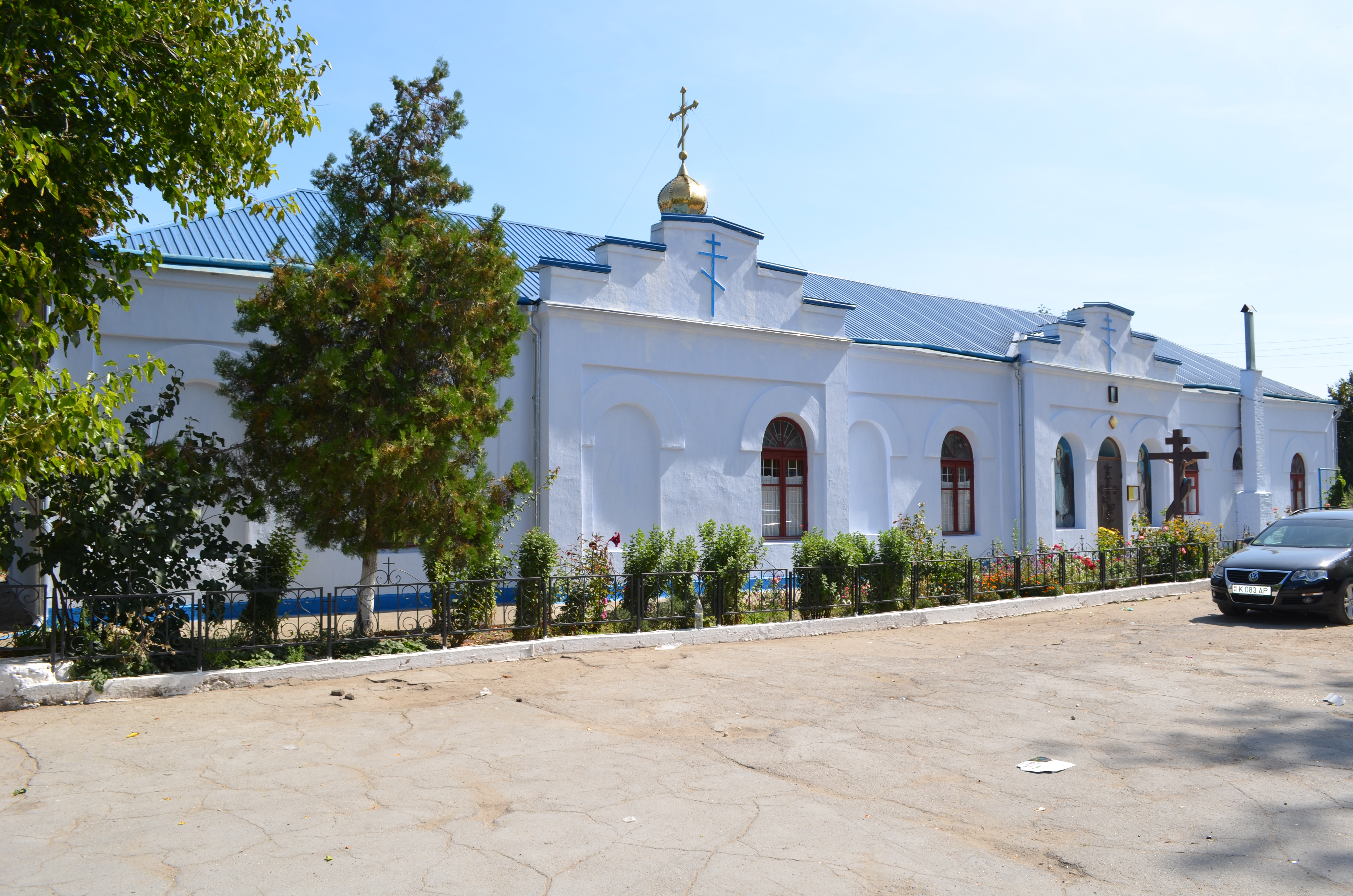
Biserică veche din localitate
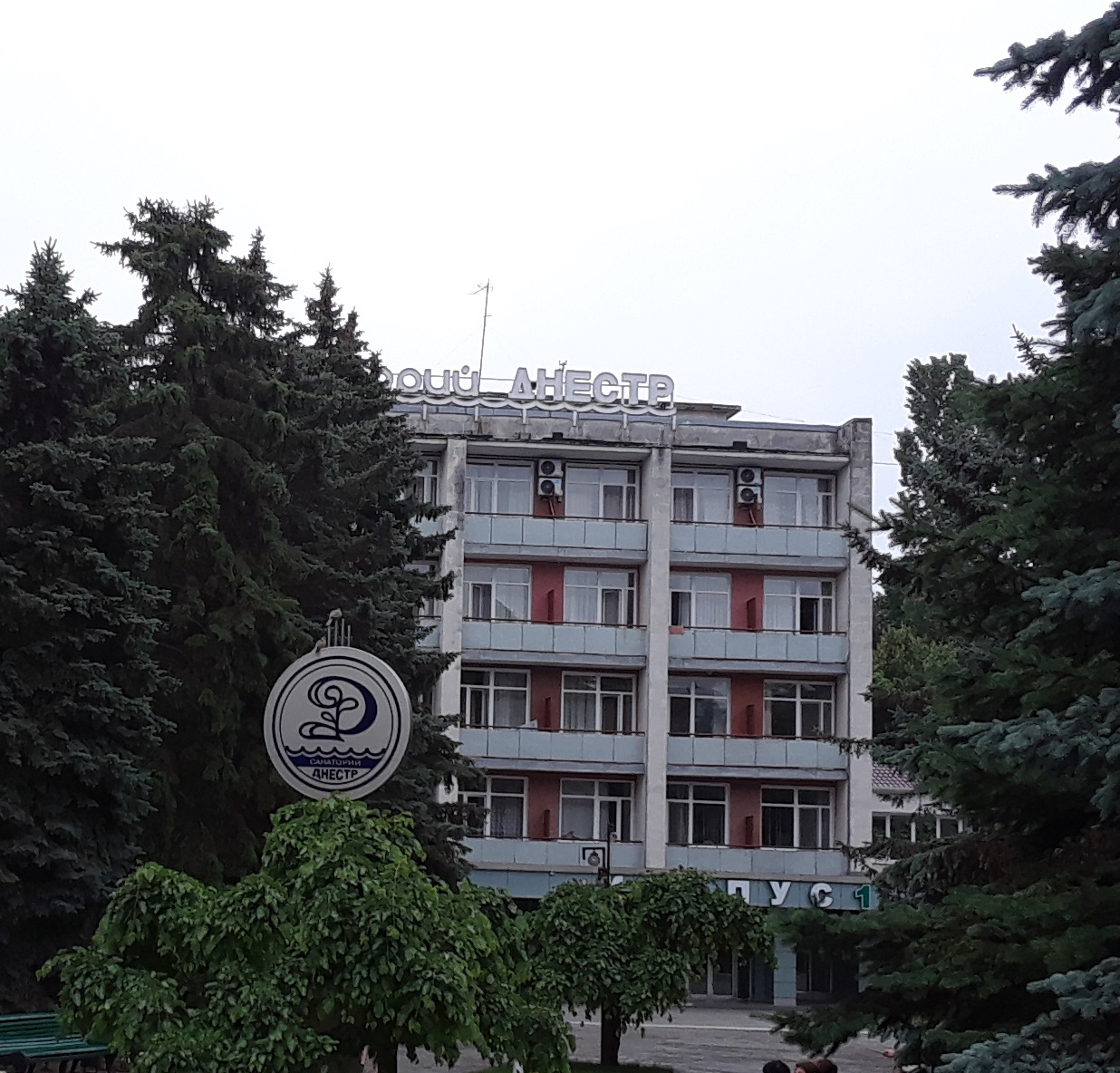
Sanatoriul „Nistru”
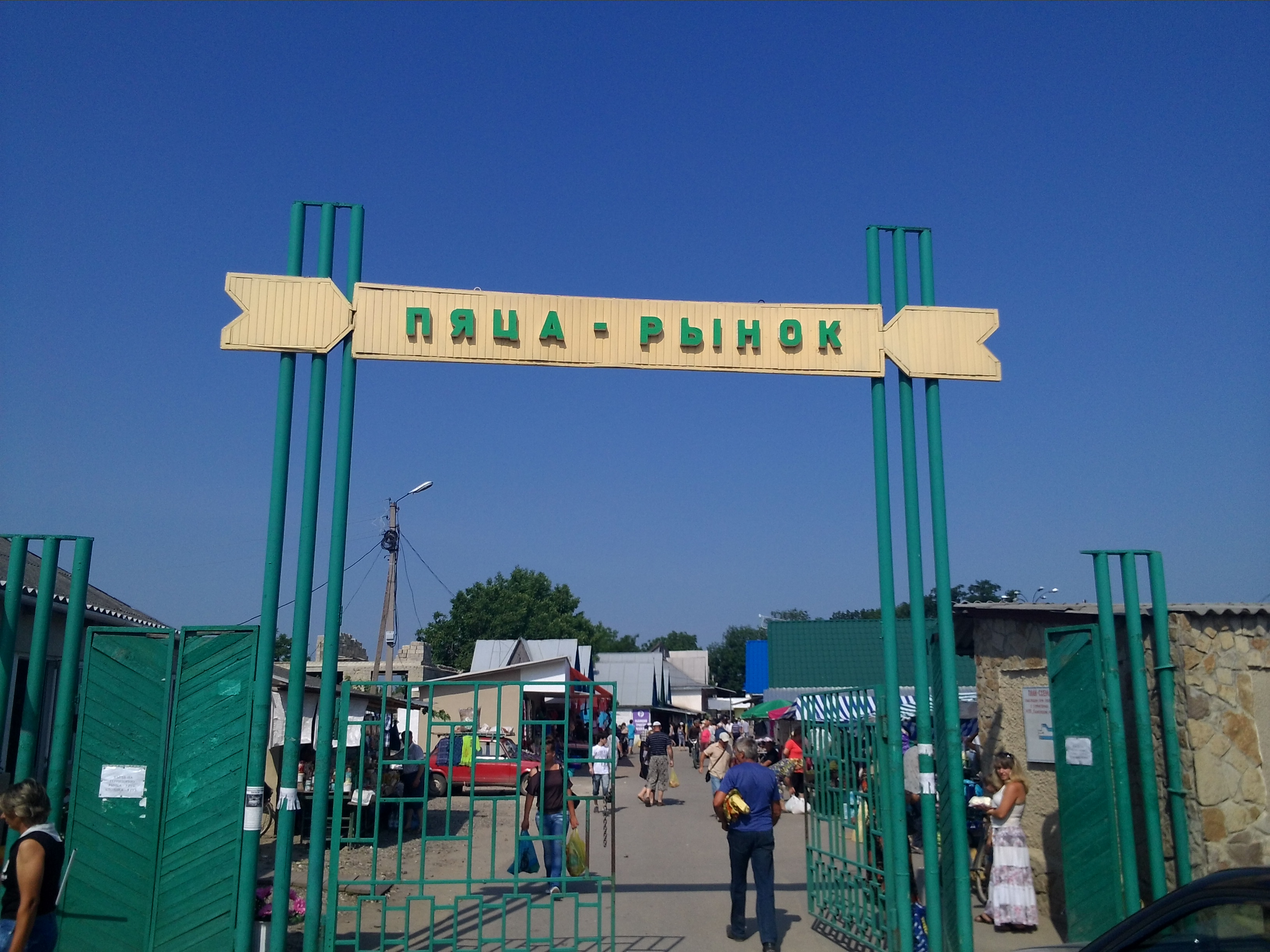
Piața
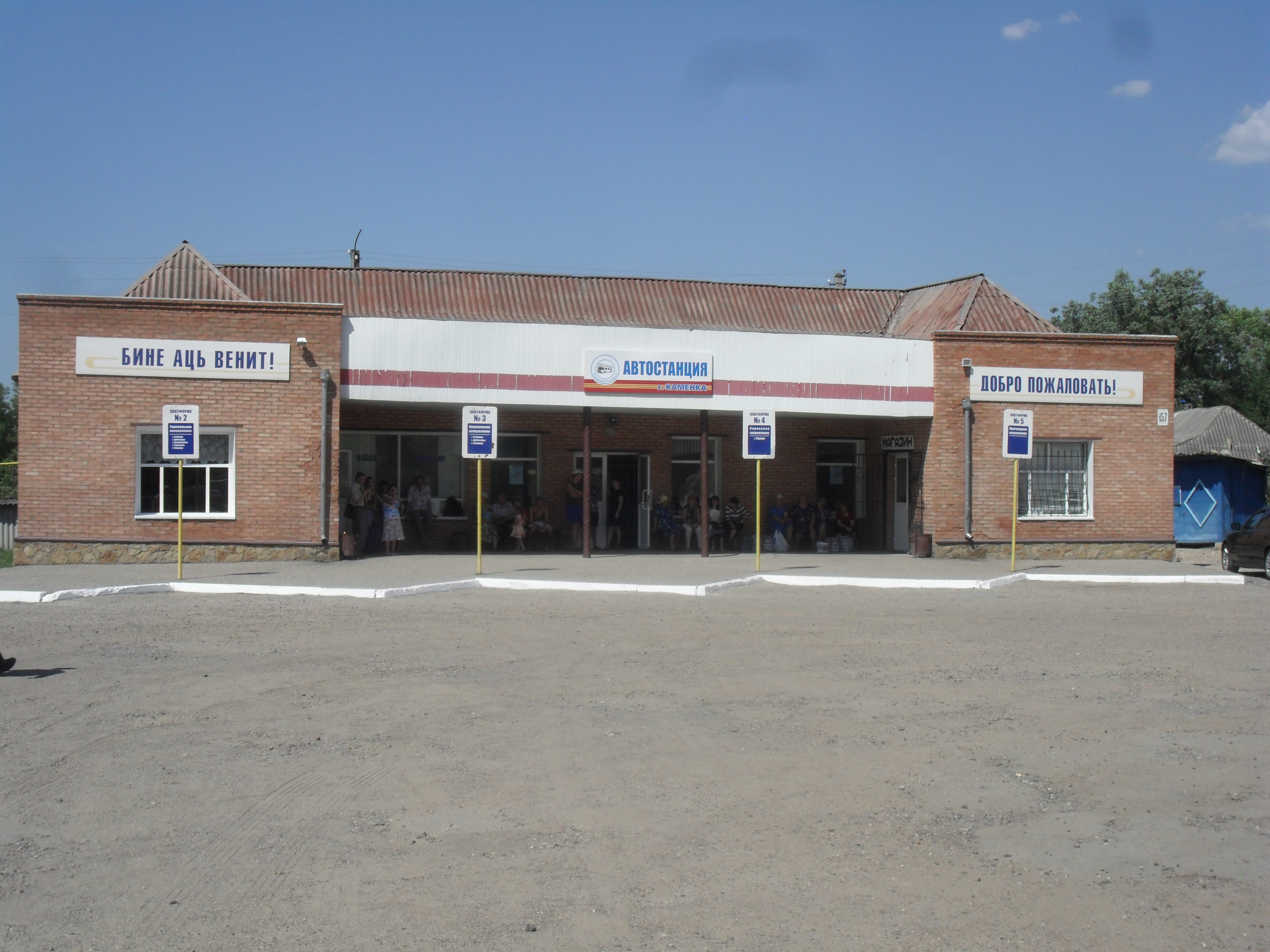
Autogara
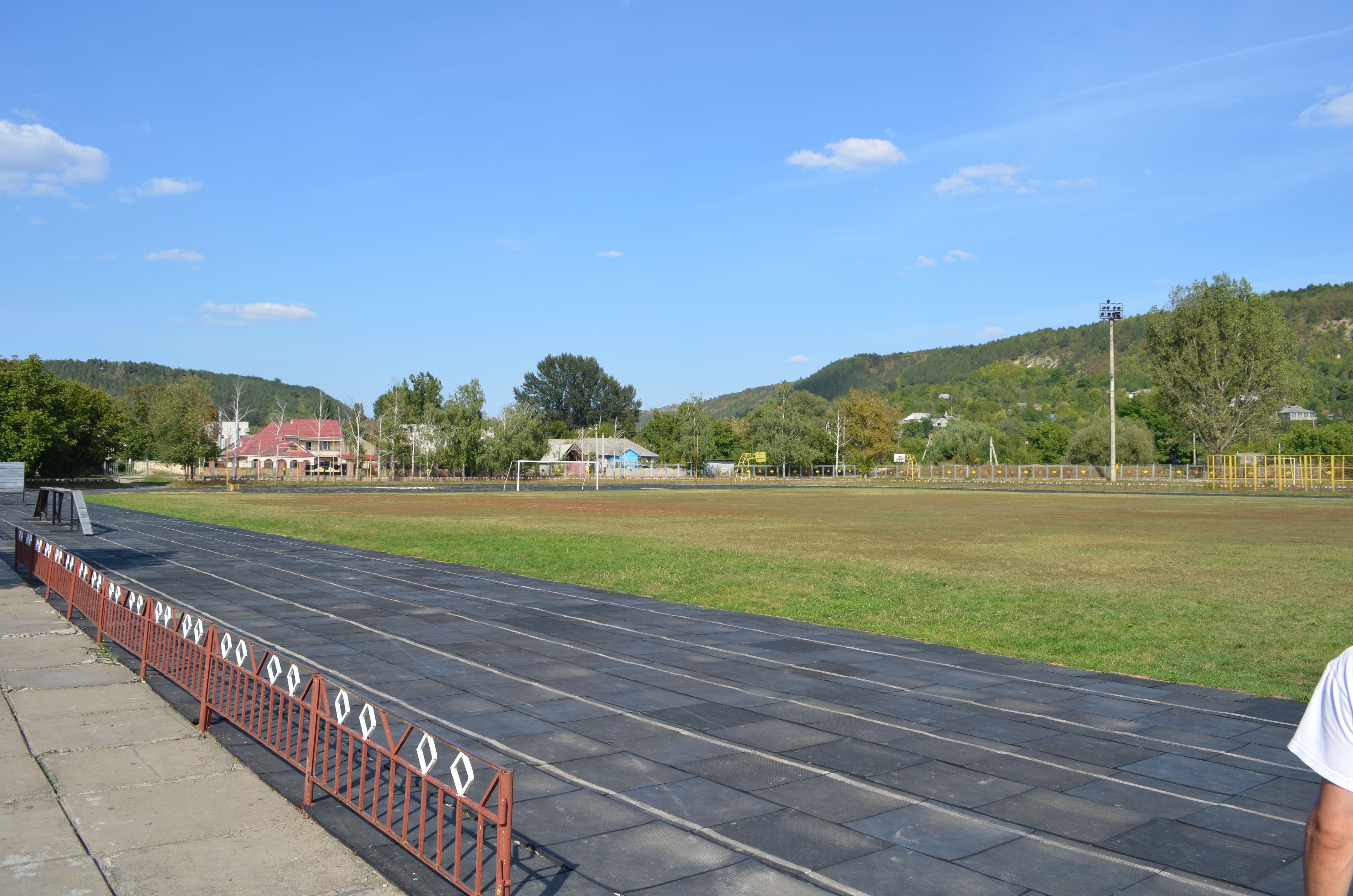
Stadionul
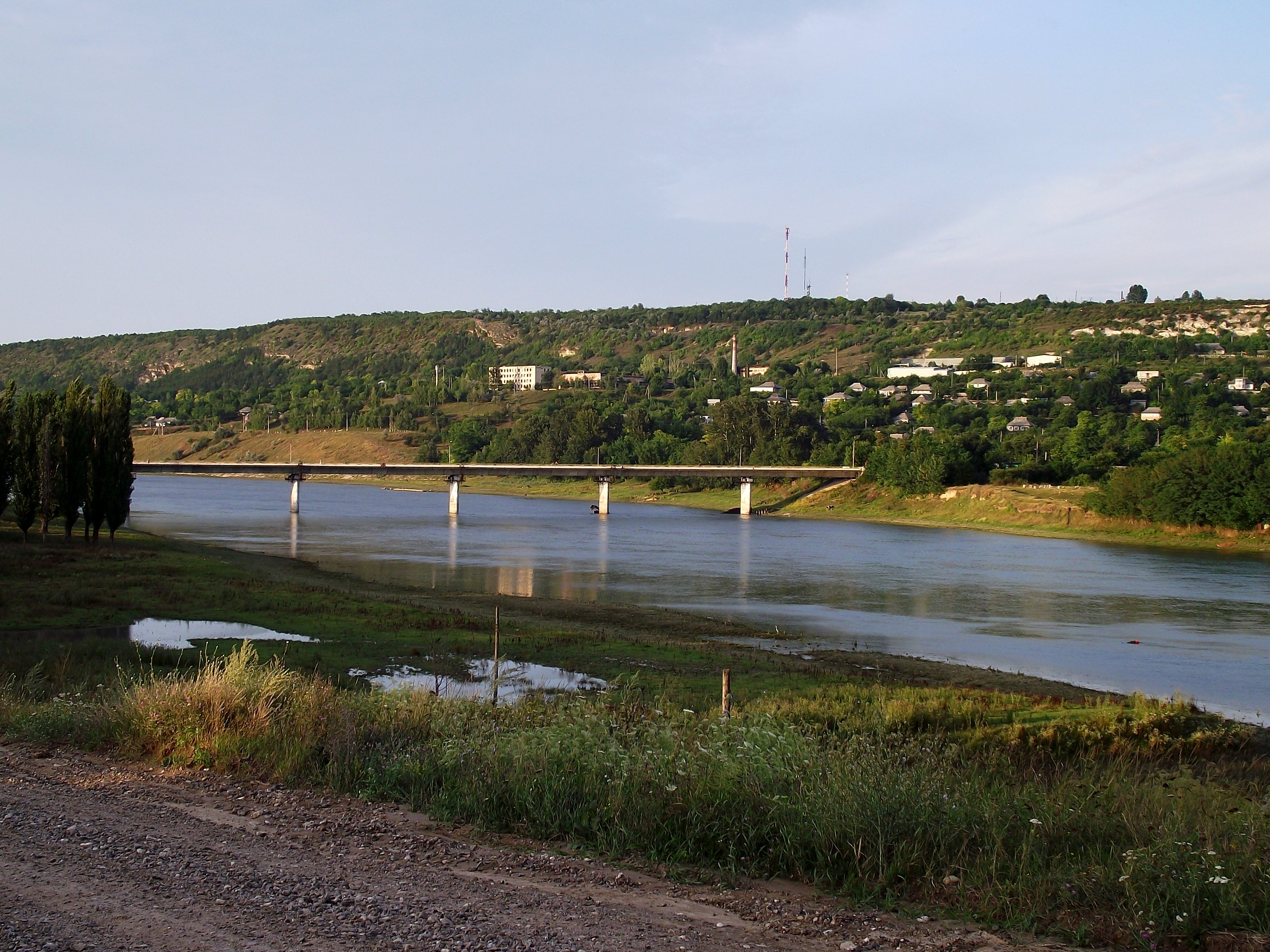
Podul Sănătăuca–Camenca
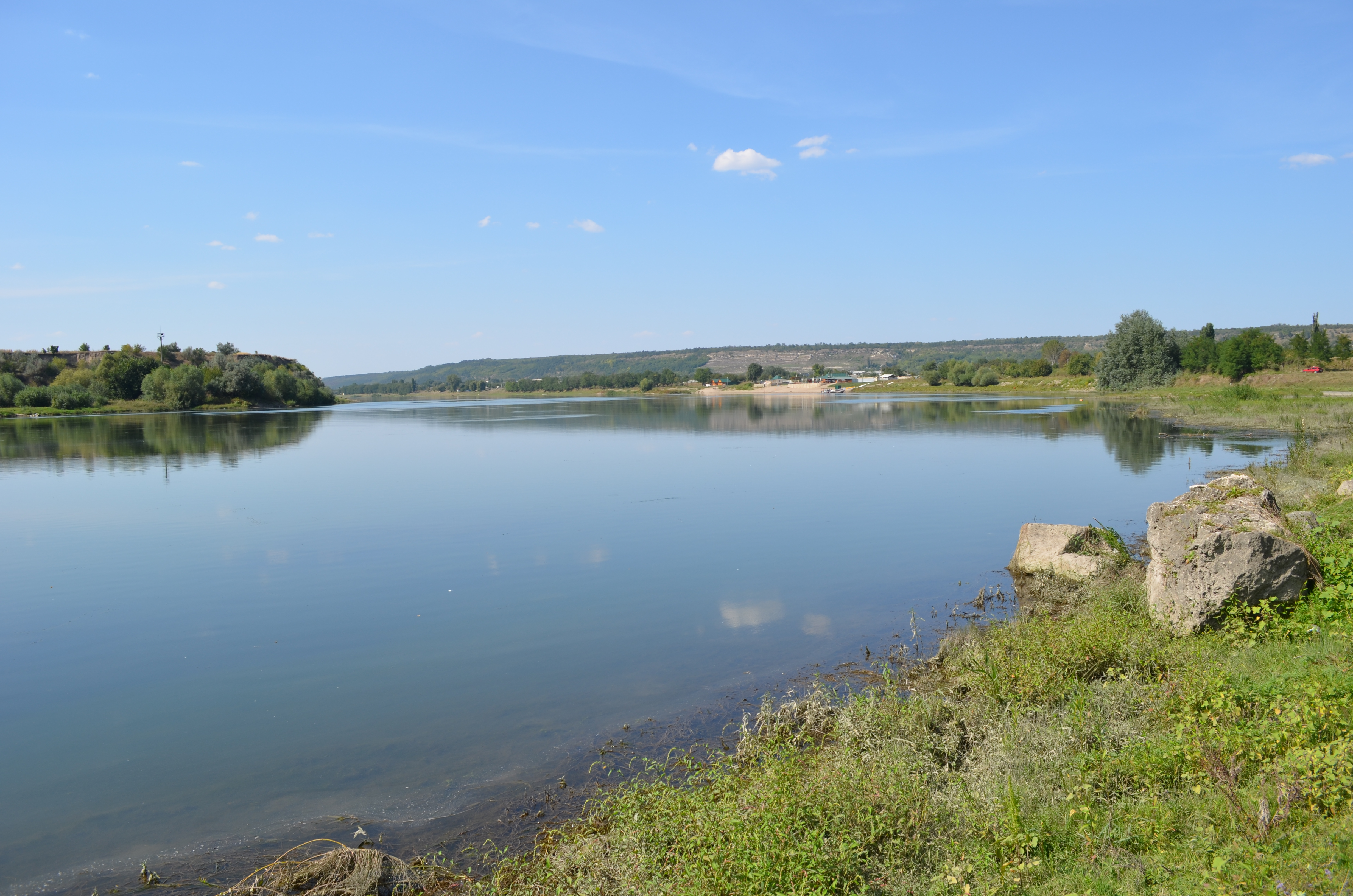
Nistrul la Camenca